# Expo 1998
L'Expo '98 è stata l'Esposizione specializzata svoltasi a Lisbona dal 22 maggio al 30 settembre del 1998, il cui tema è stato Oceani: un'eredità per il futuro.
La zona scelta per ospitare la mostra è stata la parte orientale della città vicino al fiume Tago.
Sono stati costruiti diversi padiglioni che poi sono restati a servizio degli abitanti e dei turisti in quello che ora si chiama Parque das Nações (Parco delle Nazioni), in cui si trova l'Oceanario formato da 5 ambienti marini differenti e popolato da numerose specie di pesci e mammiferi marini. Il Parque das Nações è un complesso di reti di trasporto come metropolitana e stazioni ferroviarie.
La Expo '98 ha avuto circa 11 milioni di visitatori. Il suo successo è dovuto anche alle numerose attività culturali, per esempio i suoi circa 5000 eventi musicali ne hanno fatto il più grande festival musicale della storia dell'umanità. L'esposizione ha rivoluzionato dal punto di vista architettonico questa parte della città modificando anche le abitudini dei portoghesi.

## Tema
Il tema dell'Esposizione internazionale di Lisbona '98 fu Oceani: un'eredità per il futuro. Tale scelta venne effettuata per poter discutere riguardo al ruolo che gli oceani hanno nel mondo di oggi e su come le risorse del mare possano contribuire al meglio allo sviluppo sostenibile del Pianeta, per riflettere sulla distruzione degli habitat oceanici ricchi di vita e ricchi di risorse e per ragionare sull'importanza del mare nell'equilibrio della Natura.
Il termine eredità venne scelto per esprimere un doppio concetto. Da un lato quello riguardante le ricchezze fisiche e culturali del mare, dall'altro la necessità della conservazione dell'ambiente oceanico. Quest'ultimo aspetto aveva come fine la nascita di un senso di responsabilità nel visitatore, che potesse riflettere su come poter lasciare intatto alle future generazioni un bene così importante.
All'interno del tema principale fu possibile quindi individuare alcuni sottotemi, quali:
- La conoscenza dei Mari, le risorse degli Oceani;
- Gli oceani e l'equilibrio del Pianeta;
- Gli oceani e il tempo libero;
- Gli oceani come fonte di ispirazione artistica.

## Sito
La zona scelta per ospitare la Expo '98 fu a est della città, sulla riva del fiume Tago, e venne poi rinominata Parque das Nações (Parco delle Nazioni). L'area ospitò tutti i padiglioni dei Paesi espositori, quelli tematici, un acquario, un padiglione multifunzionale (Pavilhão Atlântico), il padiglione portoghese, la Torre Vasco de Gama e la Gare do Oriente opera dell'architetto Santiago Calatrava.

## Partecipanti
All'Esposizione internazionale di Lisbona '98 parteciparono in totale 146 nazioni, numerose associazioni internazionali (Lega Araba, Unione europea, Croce Rossa Internazionale, Nazioni Unite...), alcune organizzazioni portoghesi e un certo numero di aziende (tra cui Sony, Swatch, Portugal Telecom, TAP Portugal...).
| Paesi partecipanti | Paesi partecipanti   | Paesi partecipanti  | Paesi partecipanti        |
| Asia               | Asia                 | Asia                | Asia                      |
| ------------------ | -------------------- | ------------------- | ------------------------- |
| Arabia Saudita     | Armenia              | Palestina           | Bangladesh                |
| Cina               | Corea del Sud        | Emirati Arabi Uniti | Filippine                 |
| Giappone           | Giordania            | India               | Iran                      |
| Israele            | Kazakistan           | Kirghizistan        | Kuwait                    |
| Libano             | Mongolia             | Nepal               | Pakistan                  |
| Sri Lanka          | Turchia              | Vietnam             | Yemen                     |
| Africa             |                      |                     |                           |
| Algeria            | Angola               | Benin               | Botswana                  |
| Capo Verde         | Comore               | Rep. del Congo      | RD del Congo              |
| Costa d'Avorio     | Egitto               | Eritrea             | Gibuti                    |
| Guinea-Bissau      | Kenya                | Lesotho             | Madagascar                |
| Malawi             | Mali                 | Marocco             | Mauritania                |
| Mozambico          | Namibia              | Nigeria             | São Tomé e Príncipe       |
| Senegal            | Seychelles           | Sudafrica           | Sudan                     |
| eSwatini           | Tanzania             | Uganda              | Zambia                    |
| Zimbabwe           |                      |                     |                           |
| Europa             |                      |                     |                           |
| Albania            | Andorra              | Austria             | Belgio                    |
| Bielorussia        | Bosnia ed Erzegovina | Bulgaria            | Cipro                     |
| Città del Vaticano | Croazia              | Danimarca           | Estonia                   |
| Finlandia          | Francia              | Germania            | Grecia                    |
| Islanda            | Italia               | Jugoslavia          | Lettonia                  |
| Lituania           | Lussemburgo          | Macedonia           | Malta                     |
| Monaco             | Norvegia             | Paesi Bassi         | Polonia                   |
| Portogallo         | Regno Unito          | Romania             | Russia                    |
| San Marino         | Slovacchia           | Slovenia            | Spagna                    |
| Svezia             | Svizzera             | Ucraina             | Ungheria                  |
| Americhe           |                      |                     |                           |
| Antigua e Barbuda  | Argentina            | Bahamas             | Barbados                  |
| Belize             | Bolivia              | Brasile             | Canada                    |
| Cile               | Colombia             | Cuba                | Dominica                  |
| Rep. Dominicana    | El Salvador          | Ecuador             | Giamaica                  |
| Grenada            | Guatemala            | Guyana              | Honduras                  |
| Messico            | Nicaragua            | Panama              | Paraguay                  |
| Perù               | Saint Lucia          | Saint Kitts e Nevis | Saint Vincent e Grenadine |
| Suriname           | Trinidad e Tobago    | Stati Uniti         | Uruguay                   |
| Venezuela          |                      |                     |                           |
| Oceania            |                      |                     |                           |
| Isole Cook         | Isole Salomone       | Kiribati            | Micronesia                |
| Papua Nuova Guinea | Samoa                | Tonga               | Tuvalu                    |

## Immagine della Expo

### Logo
Il logo della Expo '98 simboleggia il mare e il sole. È stato disegnato da Augusto Tavares Dias che ha vinto un concorso a cui parteciparono 1288 proposte.

### Mascotte
La mascotte dell'Expo di Lisbona si chiamava Gil e fu disegnata dal pittore António Modesto e dallo scultore Artur Moreira. Il loro personaggio, il cui nome viene dal navigatore portoghese Gil Eanes, superò la selezione fra 309 proposte.

## Galleria d'immagini

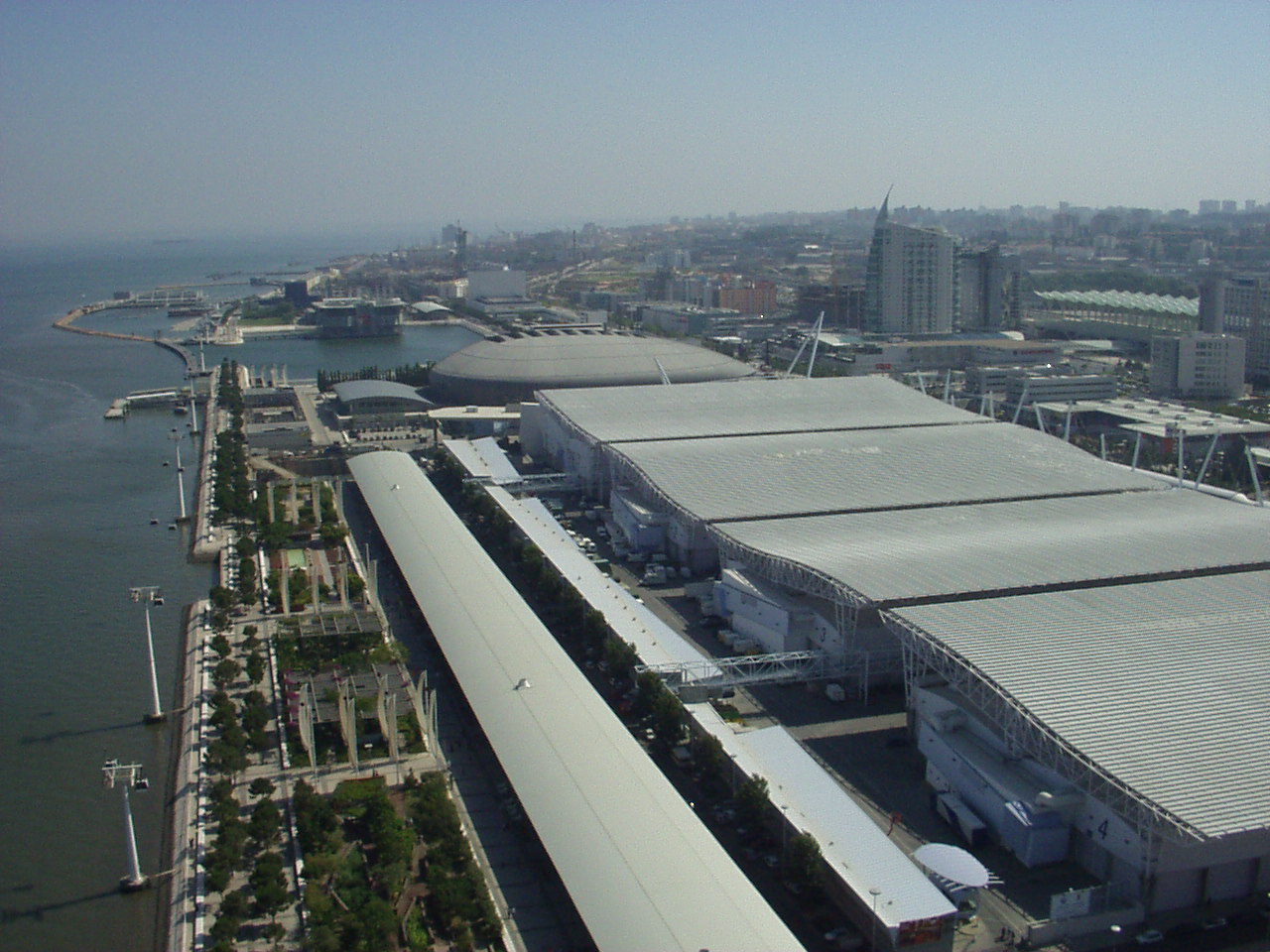
Il Parque das Naçoes, sito della Expo '98, visto dalla torre Vasco de Gama
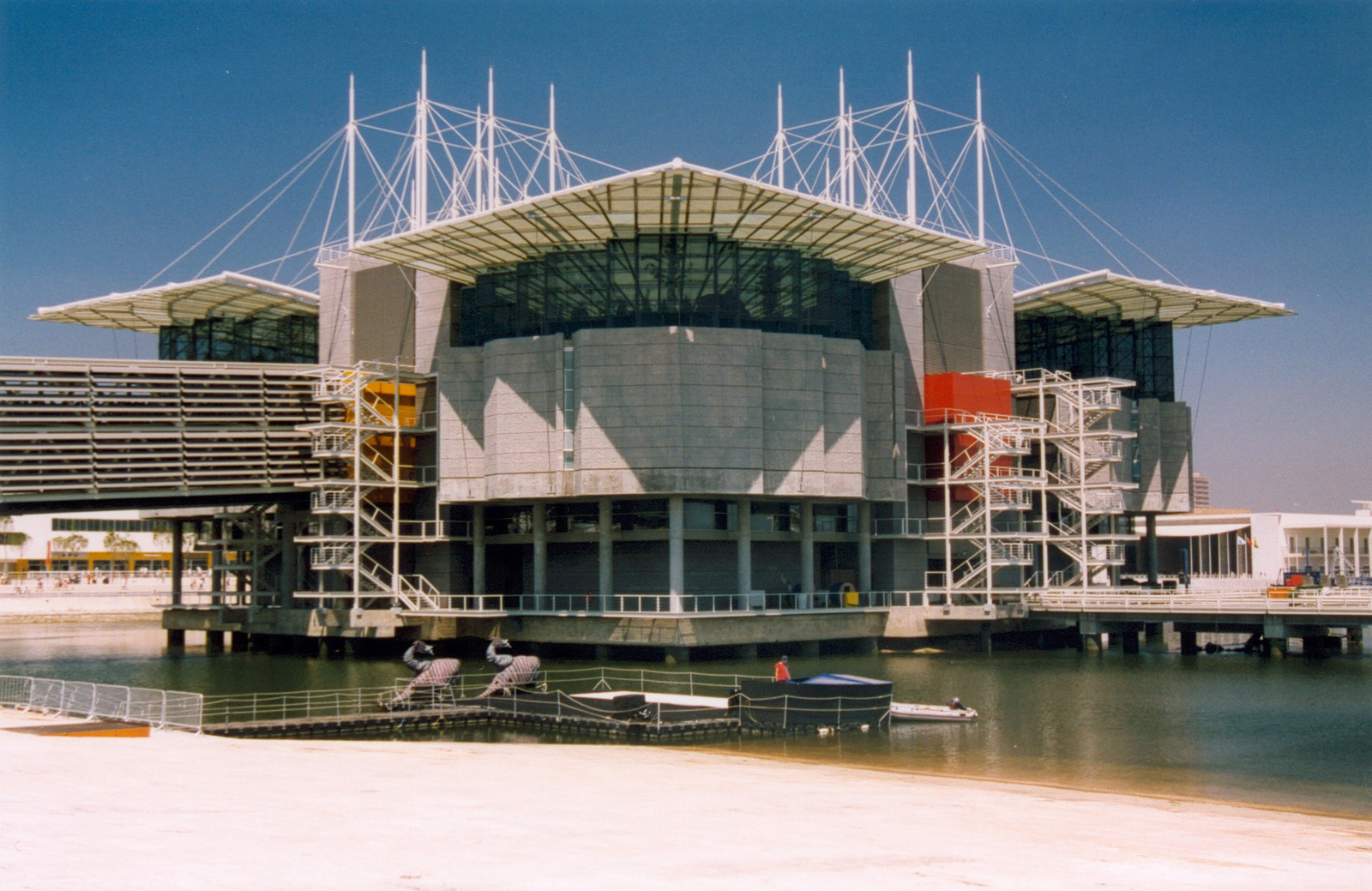
Oceanario di Lisbona
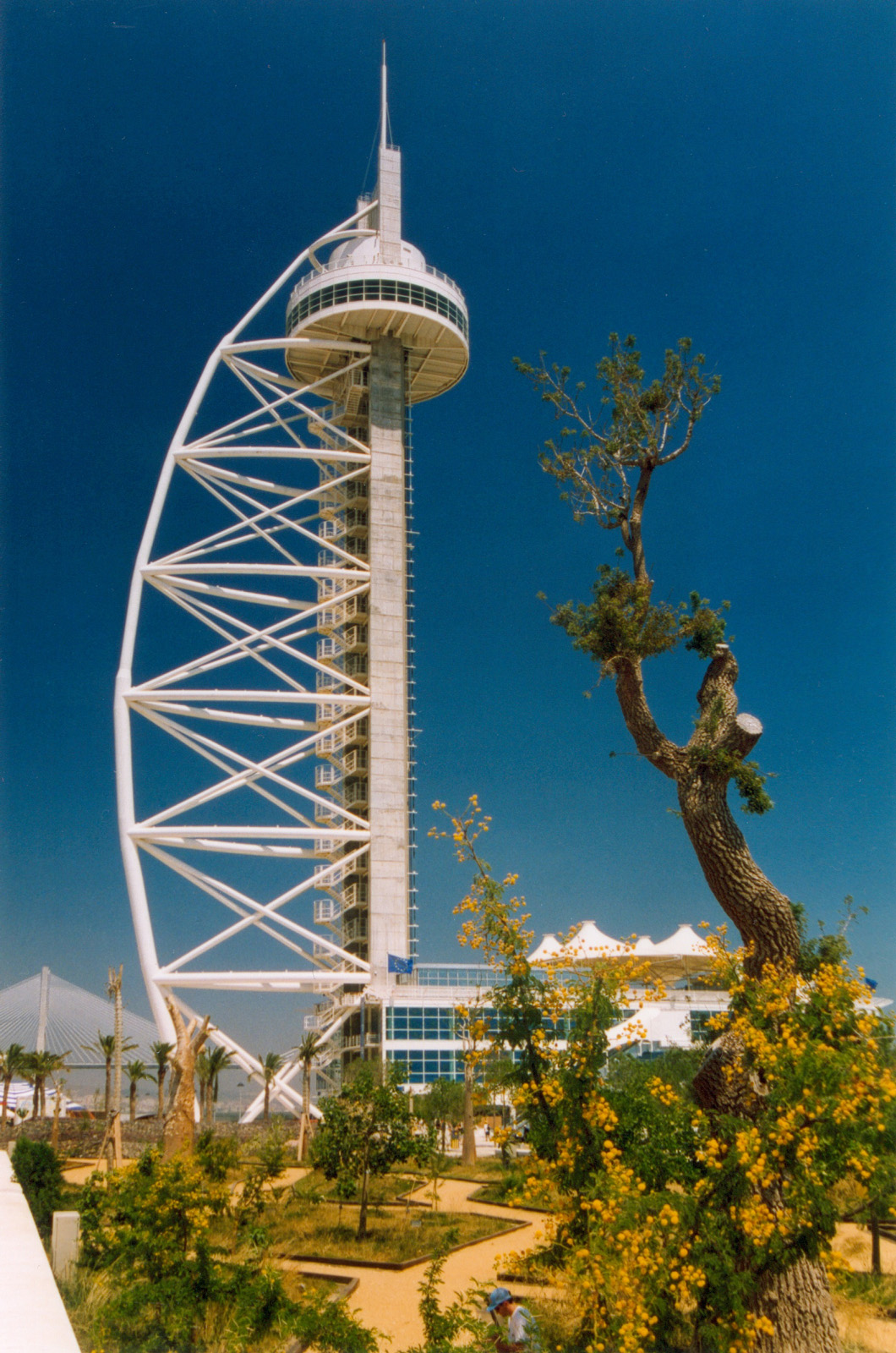
Torre Vasco de Gama
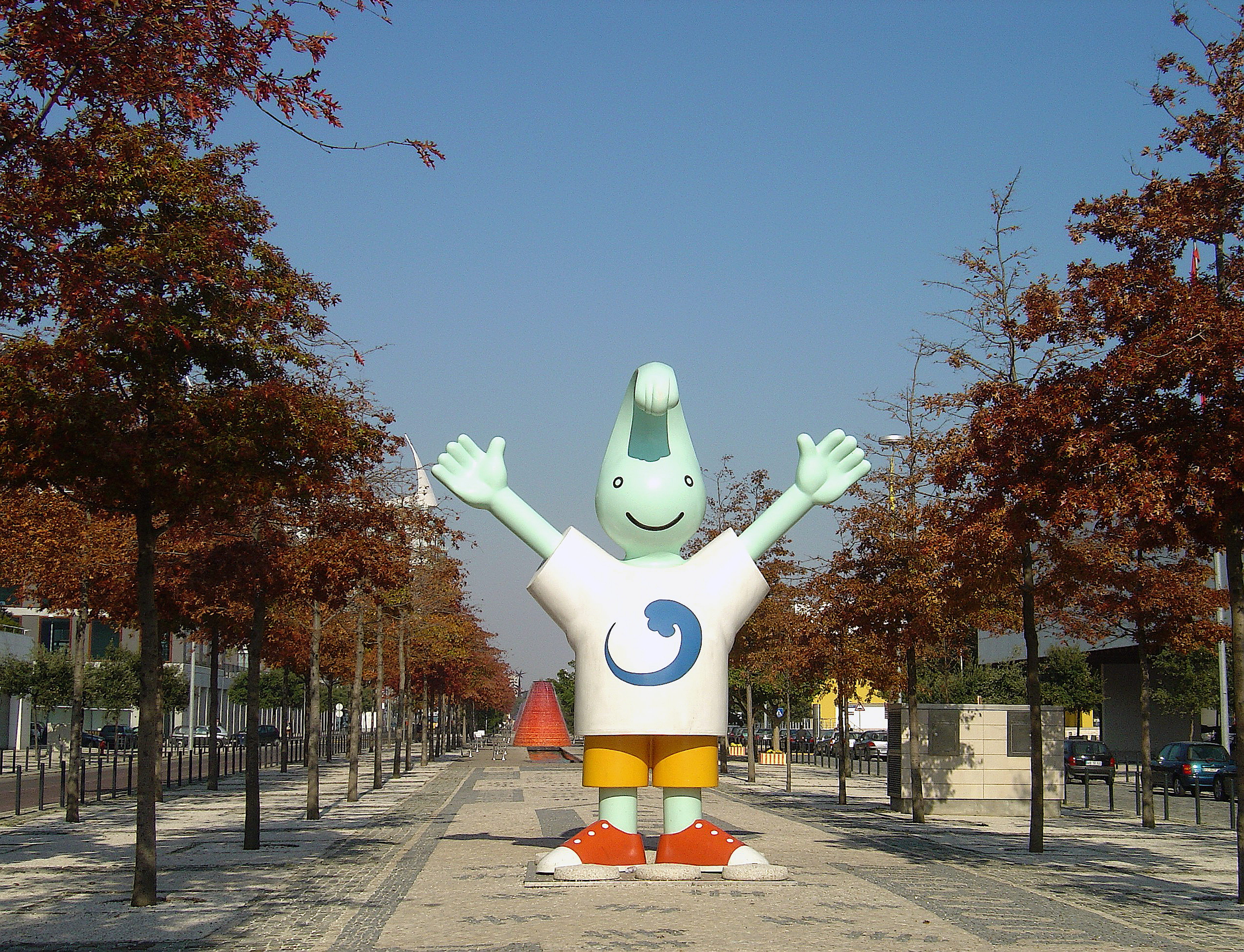
La mascotte Gil al Parque das Naçoes